# Peugeot Type 183
La Type 183 era un'autovettura di fascia alta prodotta dal 1928 al 1932 dalla Casa automobilistica francese Peugeot.

## Profilo
La Type 183 fu presentata nell'autunno 1927 al Salone di Parigi, ma la sua commercializzazione partì nel 1928. Tale modello segnò il ritorno della Peugeot a modelli intorno ai due litri di cilindrata dopo ben 15 anni di assenza. L'ultimo modello è stato infatti la Type 143 del 1913, che montava proprio un propulsore da 2 litri.

La Type 183 era una vettura di fascia alta, pur non essendo un'ammiraglia di lusso, ed era caratterizzata da ingombri di 4.58 m in lunghezza, con un interasse di 2.99 m, che permetteva un'abitabilità ai massimi livelli per l'epoca, a tal punto da divenire una delle auto preferite all'epoca come taxi di Parigi.

### Motori e meccanica
La Type 183 era spinta dall'unità RA2, un motore a 6 cilindri da 1991 cm³ (alesaggio e corsa: 65x100 mm) con distribuzione a valvole laterali. Si trattava anche in questo caso di un ritorno dopo quattro anni di assenza dalla produzione Peugeot, in quanto l'ultimo motore a 6 cilindri risaliva al 1923. Per questo motivo la vettura era nota anche con il soprannome di 12-Six, dove 12 era il numero dei cavalli fiscali secondo la legislazione francese e six (che in francese significa 6) indicava il frazionamento del motore (6 cilindri, appunto). Tale motore era in grado di erogare inizialmente una potenza massima di 38 CV e di spingere la vettura fino ad una velocità massima di 90 km/h. La vettura era proposta in due versioni, denominate 183 e 183 A, le quali differivano tra loro per il tipo di cambio montato, a 3 marce nella versione base e a 4 marce nella A.

### Evoluzione
Al suo debutto, la Type 183 fu proposta in quattro varianti di carrozzeria: berlina trasformabile, limousine, limousine trasformabile e landaulet. I prezzi erano compresi tra 38.800 e 51.000 franchi.
In breve la 12-Six divenne nel corso del 1928 la più apprezzata tra le vetture di fascia alta con marchio Peugeot. Innanzitutto era confortevole, inoltre era caratterizzata da prestazioni brillanti ed infine era la più economicamente abbordabile tra le Peugeot di fascia alta. L'unica pecca era data dal fatto che non sempre il motore si dimostrava affidabile e a volte si verificavano casi di cedimento delle bielle. Per questo motivo, per il 1929 la Type 183 si presentò rinnovata e rivista nella meccanica. Il motore fu infatti aggiornato in modo da risultare più affidabile e nello stesso tempo anche più potente, visto che l'erogazione massima passò da 38 a 42 CV. In questa sua nuova configurazione il motore prese la sigla RA3, mentre la vettura divenne nota come Type 183 C.
L'avvento della crisi economica alla fine del 1929 spinse la Casa del Leone Rampante a rivedere nuovamente la gamma: all'inizio del 1930 fu introdotta la Type 183 D che sostituì il modello precedente. In questa nuova versione il motore venne ulteriormente potenziato fino a raggiungere 47 CV di potenza massima. La gamma fu aggiornata con l'introduzione della versione a telaio nudo da carrozzare a discrezione dell'acquirente. Anche il resto della gamma venne rinnovato e quel punto constava pure di una limousine e di una torpedo. Vi furono anche novità sul piano stilistico, grazie all'arrivo di una nuova calandra più moderna e dal disegno simile a quello della piccola 201, lanciata da pochi mesi. Tutte le versioni componenti la gamma ebbero prezzi ribassati.
Altre novità si ebbero nel 1931, quando la gamma venne ulteriormente rivista: stavolta la Type 183 D poteva essere ordinata in versione limousine (a 5 o a 7 posti), torpedo, berlina, cabriolet, coupé e cabriolet con hard-top (denominata in francese faux cabriolet, cioè falsa cabriolet). Alla fine dello stesso anno, però, la Type 183 D uscì di produzione.
La Type 183 fu prodotta fino al 1931 in 12.626 esemplari. La sua eredità fu raccolta da due modelli: più in basso, la 401 con motore da 1.7 litri e più in alto la 601 con motore da 2.2 litri.